# Råck änd råll rätt å slätt
Råck änd råll rätt å slätt är ett studioalbum av den svenska popartisten Harpo, utgivet 1979 på EMI. Albumet utgavs på LP och har inte utkommit på CD.

## Låtlista
Där inte annat anges är låtarna är skrivna av Harpo.
Sida A
1. "Rulla över Beethoven" – 3:16 (Chuck Berry, svensk text Harpo)
2. "Trubbel" – 3:21 (Jerry Leiber, Mike Stoller, svensk text Harpo)
3. "På en blåbärsås" – 2:24 (Al Lewis, Vincent Rose, Larry Stock, svensk text Carina och Harpo)
4. "Blodhund" – 1:52 (J. Bright, svensk text Harpo)
5. "Johanssons boogie-woogie-vals" – 3:14 (Povel Ramel)
6. "Balladen om Stålmannen" – 5:45

Sida B
1. "Lilla Egypt" – 2:47 (Jerry Leiber, Mike Stoller, svensk text Björn Håkanson)
2. "Hjälp mig Rune" – 3:38 (Brian Wilson, svensk text Harpo)
3. "Wulle Bulle" – 2:29 (Domingo Samudio, svensk text Björn Håkanson)
4. "Råck änd råll rätt å slätt" – 4:00
5. "Medicinman" – 3:37
6. "Nothing to Hide" – 4:08